# 第二言語ライティング誌
第二言語ライティング誌（The Journal of Second Language Writing）は、言語学と言語教育の分野における査読付き学術誌。1992年に創刊され、エルゼビア社から季刊誌として年4回発行されている。現在の編集長は、Icy Lee（香港中文大学）とDana Ferris（カリフォルニア大学デービス校）。準編集者はAmanda Kibler（オレゴン州立大学）とTodd Ruecker（ニューメキシコ大学）。創刊編集者は、Ilona Leki（テネシー大学）とTony Silva（パデュー大学）である。
Journal Citation Reportsによると、同誌の2017年のインパクトファクターは3.321で、「言語学」カテゴリーの182誌中2位。

## Abstracting and indexing
The journal is indexed in the following services:
- Arts & Humanities Search
- Communication Abstracts
- Current Contents
- Educational Research Abstracts Online
- Education Resources Information Center
- CSA Linguistics and Language Behavior Abstracts
- Language Teaching
- Linguistics Abstracts
- Scopus
- Social Sciences Citation Index